# Repinaldo Rojo
Repinaldo Rojo es el nombre de una variedad cultivar de manzano (Malus domestica). Esta manzana es originaria de Galicia, está cultivada en la colección de árboles frutales y banco de germoplasma de Mabegondo con el Nº 67; ejemplares procedentes de esquejes localizados en Doroña, lugar situado en la parroquia de Castañeda, del municipio de Arzúa (La Coruña).

## Sinónimos
- "Manzana Repinaldo Rojo",[4][5]
- "Maceira Repinaldo Rojo".

## Características
El manzano de la variedad 'Repinaldo Rojo' tiene un vigor alto. Tamaño grande y porte erguido.
Época de inicio de brotación a partir del 6 de abril y de floración a partir de 27 de abril.
Las hojas tienen una longitud del limbo de tamaño medio, con la máxima anchura del limbo media. Longitud de las estípulas es larga y la máxima anchura de las estípulas es media. Denticulación del borde del limbo es biserrado, con la forma del ápice del limbo cuspidado y la forma de la base del limbo es obtuso. Con subestípulas presentes.
Sus flores tienen una longitud de los pétalos corta, anchura de los pétalos es estrecha, disposición de los pétalos libres entre sí, con una longitud del pedúnculo larga.
La variedad de manzana 'Repinaldo Rojo' tiene un fruto de tamaño pequeño, de forma globoso-cónica, de color bicolor, con chapa a rayas, e intensidad fuerte. Epidermis de textura suave, con pruina en su superficie y con presencia de cera media. Sensibilidad al "russeting" (pardeamiento áspero superficial que presentan algunas variedades)  muy poco sensible. Con lenticelas de tamaño pequeño.
Los sépalos están dispuestos de forma erecta, y superpuestos en su base; su fosa calicina profunda y de una anchura estrecha. Pedúnculo de grosor medio y de longitud medio, siendo la cavidad peduncular de una profundidad poco profunda y de anchura estrecha. Con pulpa de color blanca-crema, cuya firmeza es intermedia y textura intermedia; su jugosidad es intermedia con sabor de acidez media, y poco aromática.
Época de maduración y recolección es el 4 de octubre. 'Repinaldo Rojo' es una manzana que su destino es la conservación de esta variedad en el banco de germoplasma de Mabegondo como reserva genética.

## Susceptibilidades
- Oidio: ataque débil
- Moteado: no presenta
- Raíces aéreas: no presenta
- Momificado: no presenta
- Pulgón lanígero: no presenta
- Pulgón verde: ataque débil
- Araña roja: no presenta
- Chancro del manzano: no presenta[3]